# Lijst van platenlabels 0-9
Dit is een lijst van platenlabels met als beginletter een getal of ander teken.
- 01 Records
- 1M1 Records
- 1st & 15th Entertainment
- 20 Four 7 Entertainment
- 2Fab Records
- 10 Kilo Records
- 12 Apostles
- 12 Inch Records
- 12 Tónar
- 12k
- 13th Planet Records
- 101 Records
- 108th Street Records
- 143 Records
- 19/8 Records
- 1965 Records
- 1980 Records
- 2 Tone
- 2blossoms
- 2.13.61
- 2.13.CD

- 20-20-20
- 20th Century Records
- 21 Records
- 21-3 Records
- 21st Circuitry
- 24/7 Productions
- 2419 Record Label
- 3 Beads of Sweat
- 3 Beat Music
- 31 Records
- 33rd Street Records
- 36 Records
- 306 Records
- 3C Records
- 3CG Records
- 3D Vision Records
- 4-Sight Records
- 4AD
- 4x Records
- 441 Records
- 48 Crash
- 482 Music
- 415 Records

- 5 Minute Walk
- 5 Rue Christine
- 52e Rue Est
- 55 Records
- 504 Records
- 550 Music
- 555 Recordings
- 577 Records
- 6-Dimension Soundz
- 604 Records
- 625 Thrashcore
- 679 Recordings
- 7EF
- 7 Mountain Records
- 7 Sign Regime
- 75 Ark
- 77 Records
- 720 Degrees
- 8ball Music
- 89268
- 9.12 label
- 99 Records
- ! Records